# Penggalang (Ciruas)
Penggalang is een bestuurslaag in het regentschap Serang van de provincie Banten, Indonesië. Penggalang telt 3032 inwoners (volkstelling 2010).